# Шарлотта Переллі
Шарло́тта Перре́ллі (англ. Charlotte Perrelli, справжнє ім'я Анна Дженні Шарлотта Нільсон, англ. Anna Jenny Charlotte Nilsson, нар. 7 жовтня 1974, Ховманторп, Швеція) — шведська співачка.
Відома завдяки перемозі у конкурсі Євробачення 1999. У 2008 році Переллі також представляла Швецію на конкурсі Євробачення 2008.

## Дискографія
- 1999 — Charlotte
- 2001 — Miss Jealousy
- 2004 — Gone Too Long
- 2006 — I din röst
- 2008 — Hero
- 2008 — Rimfrostjul
- 2012 — The Girl
- 2017 — Mitt Liv